# Hainanphasma
Hainanphasma ist eine Gattung mittelgroßer, schlanker Gespenstschrecken, die auf der chinesischen Insel Hainan heimisch ist.

## Merkmale
Bei Hainanphasma handelt es sich um eine Gattung, die eng mit Orestes und Pylaemenes verwandt ist. Die Vertreter sind langgestreckt und zylindrisch und haben schlankere und dünnere Antennen als anderer Datamini. Weibliche Vertreter erreichen 42 bis 52 mm Länge, die bisher bekannten Männchen Längen von 35 bis 42 mm. Als typisch für die Gattung wird der nach hinten verlängerte, punktierte Hinterhauptkamm angesehen, den beide Geschlechter zeigen. Die hintere obere Kante der Mittel- und Hinterschenkel zeigt drei deutliche, flossenartige Lamellen, von den die beiden hinteren größer sind als die vordere. Männchen haben auf dem vierten und fünften Segment des Abdomens je einen ausgeprägten Buckel. Die Eier dieser Gattung sind unverwechselbar und einzigartig innerhalb der Unterfamilie, wobei sie etwas denen von Planispectrum ähneln. Die Kapsel ist dunkelbraun, fast oval, punktiert und mit kleinen erhabenen bräunlichen Flecken bedeckt. Die Mikropylarplatte ist deutlich konvex, seitlich erweitert und die hinteren Arme umschließen die Kapsel, sind aber nicht miteinander verbunden. Der Rand der Mikropylarplatte ist stark erhöht. Der Deckel ist oval und punktiert. Medial ist er konisch und zeigt erhabene bräunliche Flecken.

## Vorkommen
Das Verbreitungsgebiet der Gattung ist die chinesische Insel Hainan, wo die eine Art in Jianfengling, Yinggeling, Wuzhishan, Huishan and Shangxi, die andere in Diaoluoshan gefunden wurde. Dort sind sie in den meisten noch vorhandenen Primärwaldgebieten zu finden.

## Taxonomie und Systematik
George Ho Wai-Chun beschrieb die Gattung und deren erste zwei Arten 2013 zusammen mit drei Arten anderer Gattungen. Der Gattungsname bezieht sich auf den Fundort der beiden Arten. Als Typusart wurde Hainanphasma cristatum (ursprünglich als Hainanphasma cristata  bezeichnet) festgelegt, von der insgesamt 12 Weibchen, 11 Männchen und 15 Eier untersucht worden sind. Alle Tiere sind als Typusmaterial hinterlegt. Das zum Holotypus erwählte Weibchen ist in der Sammlung des Museums of Biology der Sun-Yat-sen-Universität in Guangdong zu finden, wo auch fünf Eier, ein weiblicher und drei männliche Paratypen aufbewahrt werden. Die restlichen Paratypen sind im Shanghai Entomological Museum, in der Sammlung der Hong Kong Entomological Society sowie in Hos Privatsammlung hinterlegt. Die meisten dieser Tiere wurden von Ho gesammelt und bereits zwischen Juni 2008 und Juli 2011 gefunden. Von Hainanphasma diaoluoshanensis ist lediglich der am 6. Juli 2011 von Ho gesammelte, weibliche Holotypus bekannt, welcher ebenfalls in der Sammlung des Museums of Biology der Sun-Yat-sen-Universität in Guangdong hinterlegt ist. Yi-Fan Liu, Jun-Jie Gu und Hai-Jian Wang beschreiben 2025 zwei weitere Arten.
Gültige Arten sind:
- Hainanphasma cristatum Ho, 2013
- Hainanphasma diaoluoshanensis Ho, 2013
- Hainanphasma longiacutum Liu, Gu & Wang, 2025
- Hainanphasma longidentatum Liu, Gu & Wang, 2025